# Хмура, Александр Алексеевич
Александр Алексеевича Хмура (5 февраля 1923, Елисаветград — 19 июля 1970) — советский педагог, публицист.

## Биография
Родился 5 февраля 1923 года в Елисаветграде в семье рабочего. В 1940 году окончил с отличием Кировоградскую среднюю школу № 4 и поступил на физико-математический факультет Одесского государственного университета. Ещё будучи студентом, проявлял большой интерес к науке, принимал активное участие в работе научных студенческих обществ. Война прервала учёбу, уже в июле 1941 года он был в рядах защитников Родины. Служил пилотом-истребителем на Северном Кавказе. Был ранен, лечился в госпитале в Узбекистане: в Ташкенте, Самаркандах. Далее служил в обслуживании военно-воздушных сил. В ноябре 1945 года был демобилизован и возвратился в родной город к родителям. Здесь его мечта стать учителем осуществляется: он продолжает обучение в Кировоградском государственном педагогическом институте. По окончании в 1948 году получает специальность учителя математики и физики и предложение остаться преподавателем вуза.
Работал учителем математики в школе рабочей молодёжи, завучем в Кировоградских школах № 5, 18. В 1954 году его приглашают в областной институт усовершенствования квалификации учителей (ныне Кировоградский областной институт последипломного педагогического образования имени Василия Сухомлинского) на должность заведующего кабинета математики и физики, а в июне 1959 года назначают заместителем директора этого института. В этот период он становится научным корреспондентом Научно-исследовательского института педагогики Украинской ССР, ведёт научные исследования. Именно тогда в А. А. Хмуре проявляются высокие организаторские способности — он ведёт содержательную методическую работу по повышению квалификации учителей. А. А. Хмура много внимания уделяет соответствию методов обучения задачам умственного развития и структуре уроков, их взаимозависимости на различных этапах. Не оставляя работу учителя в средних школах № 6 и 24 Кировограда, одновременно начинает научный эксперимент, проверяя задуманное собственной системой преподавание математики. Рассматривая в 1950-х и 1960-х годах проблему рациональной организации педагогического процесса в старших классах и пути её решения, А. А. Хмура создал вокруг себя школу педагогов-экспериментаторов.
Теоретическое исследование, разработка и совершенствование методики преподавания математики проводились Хмурой с 1956 по 1959 год в Кировоградских средних школах № 5, 18, а с 1959 по 1961 год — в средних школах №  6, 27, 34 Кировограда и Завалевской средней школе. Под его руководством проводились исследования и экспериментальная проверка методических рекомендаций по совершенствованию преподавания математики в старших классах. После исследований в этих школах разработанная система организации обучения с уточнениями и изменениями проверялась ещё в сорока общеобразовательных школах и четырёх вечерних школах.
Создал вокруг себя школу математиков-экспериментаторов, к которым впоследствии присоединяются учителя из других областей Украины, Белоруссии, России, Молдавии, Литвы, Эстонии. Многие из тех, кто был в школе авторской математической мысли, впоследствии стали учёными, известными в кругах математиков-методистов и учёных на территории Украины и за её пределами.
В 1964 году А. А. Хмура назначают директором областного института усовершенствования квалификации учителей.
Важнейшим достижением А. А. Хмуры в те годы было завершение работы над диссертацией «Организация и методика учебных занятий по математике в старших классах средней школы». В 1965 году состоялся успешная её защита в Научно-исследовательском институте общего и политехнического обучения АПН РСФСР. Решением научного совета от 29 апреля 1966 года ему присвоена учёная степень кандидата педагогических наук (Диплом № 007146 МКД, М., 29.07.1966).
Но на этом учёный не останавливается и творчески развивает идею многоступенчатого обучения, суть которого заключалась в дифференцированной работе с учащимися при изучении математики. За вклад в математическую науку решением аттестационной комиссии от 25 апреля 1969 года он утверждён в звании доцента по кафедре элементарной математики и методики преподавания математики (Пр. № 21, П, аттестат МДИ-048564, Москва, 9.07.1969).
Трагически погиб в июле 1970 года.
Похоронен на центральной аллее Дальневосточного кладбища.

## Творчество
А. А. Хмура хорошо чувствовал запросы учителей, выдал на помощь им ряд книг, в частности,
- 1956 — «О письменных работах по математике на аттестат зрелости»;
- 1957 — «Сборник задач по математике практического содержания для V—Х классов средней школы»;
- 1960 — «Внеклассная работа по математике в школе»;
- 1965 — «Урок математики в средней школе»;
- 1968 — «Внеклассная работа по математике в школе», в соавторстве с доктором физико-математических наук (в прошлом преподавателем Кировоградского пединститута).И.Кобою.

В этот период выходит серия его публикаций в журналах «Советская педагогика», «Народное образование», «Математика в школе», (1962, 1966), «Советская школа» (1960, 1961), ряд научных статей в академических сборниках «Преподавание математики в школе» (1962), «Повышение эффективности преподавания математики» (Минск, 1963), методических вестниках Министерства образования Украинской ССР, областного института усовершенствования учителей, других педагогических изданиях Украины.

## Награды
- 1960 — знак «Отличник народного образования УССР»;
- 2 октября 1960 — Медаль Макаренко;
- 1966 — Орден «Знак Почёта»;
- 1968 — звание «Заслуженный учитель школы Украинской ССР»;
- 1970 — Медаль «За доблестный труд в Великой Отечественной войне 1941—1945 гг.»;
- медали за участие в Великой Отечественной войне.